# Tramezzo

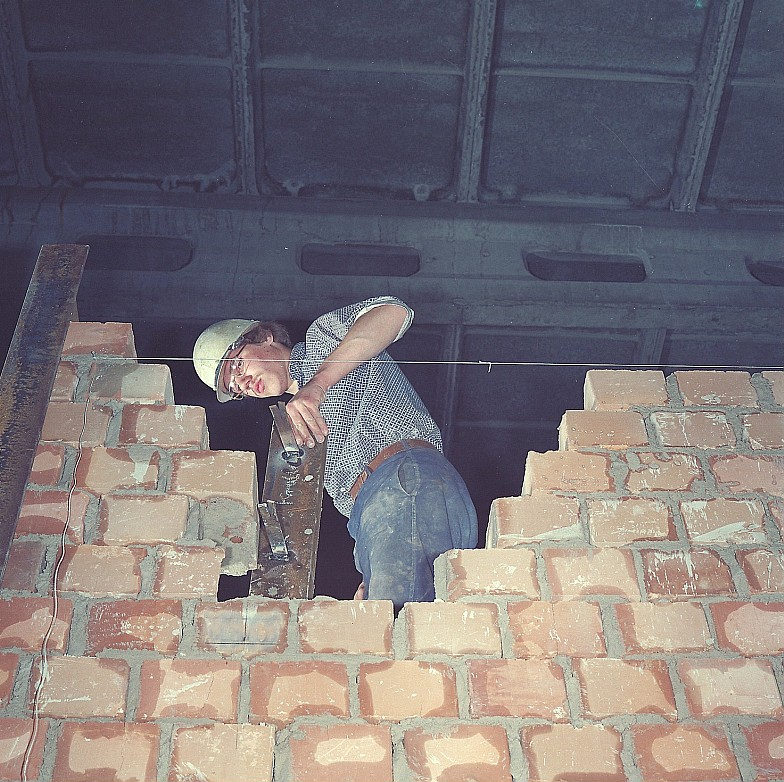
Costruzione di un tramezzo

Il tramezzo o tramezza è un'infrastruttura edilizia costituita da una parete verticale che ha la funzione di suddividere in vani gli spazi interni, delimitati dai muri perimetrali di un edificio. Generalmente costituita da elementi di limitato spessore, non rientra nel novero delle strutture portanti e, in alcuni casi, può essere progettato come struttura collaborante, quale irrigidimento o collegamento delle strutture primarie. Prende vari nomi a seconda delle regioni d'Italia, per esempio in ambiente lombardo-veneto persiste il nome periana (periane al plulare) che non è correntemente usato in italiano, da non confondere con i muri perimetrali a causa della sua radice. 
Si distingue dalla tamponatura, che è il muro perimetrale che divide l'interno dall'esterno, e dal muro portante, che può essere interno o esterno ma svolge anche funzioni statiche.
Nell'architettura ecclesiastica è nello specifico la parete che divide la chiesa aperta al pubblico da quella riservata ai soli religiosi.

## Composizione di un tramezzo
Il tramezzo è un elemento di separazione tra due ambienti che può essere spostato o rimosso con facilità; esso può essere composto da molti materiali rispondenti alle più diverse esigenze. 

Fino a pochi decenni fa i tramezzi venivano realizzati esclusivamente con blocchi di laterizio forato (il cosiddetto mattone forato) che è leggero, resistente e facile da produrre e montare. 

Oggi esistono molte più soluzioni dettate soprattutto dal tipo di materiale utilizzato: calcestruzzo soffiato, calcestruzzo alleggerito, gesso, cartongesso, pannelli sandwich prefabbricati. 

Ciascuno di questi materiali dà al tramezzo una maggiore o minore robustezza, resistenza termica e acustica, peso specifico, costo e facilità di montaggio, che sono le caratteristiche in base alle quali va scelta la soluzione più adatta alle proprie esigenze.

Per i tramezzi delle abitazioni sono particolarmente indicati i mattoni forati o i mattoni di cemento soffiato. Le altre soluzioni sono più adatte ad altre destinazioni d'uso.

## Lo spessore del tramezzo
La misura standard del tramezzo è 8 cm (stato "grezzo"); con la rasatura e la successiva pittura arriva, mediamente, a 10 cm (stato "finito"). 
Esistono mattoni anche da 5 cm di spessore (pertanto il tramezzo avrà uno spessore minore di 10 cm), ma sono sconsigliati qualora la parete dovesse coprire altezze superiori ai 250 cm.
Attualmente comunque non esiste un vero e proprio limite all'altezza del tramezzo che dipende dal suo spessore.
Aumentare lo spessore del muro può servire però a diversi scopi:
- incrementare la resistenza termica (ad es. per separare due ambienti che hanno temperature molto diverse tra loro, come nel caso di stanze riscaldate e stanze non riscaldate)
- incrementare l'isolamento acustico
- rendere la parete stessa più robusta (qualora debbano sostenere carichi notevoli o l'altezza sia particolarmente elevata).

In genere tramezzi spessi si usano per separare unità abitative differenti (come due appartamenti) per evitare che l'uno possa disturbare l'altro.
Un muro con un forte spessore, però, incrementa notevolmente il peso che va a gravare sul solaio.
In linea di principio, i tramezzi non superano mai i 15 cm di spessore all'interno degli appartamenti e i 25 cm se si devono dividere due appartamenti diversi.

## Ammorsatura del tramezzo
Quando si realizza un tramezzo è importante che gli elementi che lo compongono, se si tratta di mattoni, siano montati in file sovrapposte e sfalsate, evitando di far cadere i giunti tra due mattoni in corrispondenza dei giunti della fila sottostante. Ciò infatti provocherebbe una minore robustezza nel muro. È pratica comune tra gli operatori, nel punto in cui la tramezzatura si appoggia alla muratura perimetrale, inserire dei pezzi di ferro (tondini) in orizzontale previa foratura della parete stessa. Questo al fine di legare la parete in tramezzi a quella esterna.
Quando si realizzano tramezzi che formano spigoli o che si innestano a "T" su altri tramezzi, è bene che i mattoni siano disposti in modo alternato nella giuntura tra gli elementi del primo e quelli del secondo muro (come le dita delle mani intrecciate). Questo sistema prende il nome di "ammorsatura" degli elementi del tramezzo, tecnica fondamentale per garantirne robustezza e durata nel tempo.

## Impiantistica nel tramezzo
Il tramezzo, nonostante non sia funzionale a portare il peso del fabbricato, può comunque accogliere al suo interno gli impianti dell'edificio: l'impianto elettrico, quello di distribuzione del segnale televisivo e quello della rete di trasmissione dati (effettuando una traccia nella parete e murandovi dentro un tubo "corrugato"). 
Un altro sistema per far passare questi impianti è quello di murare sulla superficie del tramezzo una canalina per filature elettriche. 
All'interno del tramezzo possono inoltre essere murate le scatole dei frutti e le scatole di derivazione, prodotte di dimensioni apposite allo scopo.
Il tramezzo può anche accogliere alcuni elementi dell'impianto sanitario, purché i tubi da alloggiare non superino i 5 cm di diametro (questo nell'ipotesi in cui il tramezzo sia da 8 cm).